# Maiden Newton
Maiden Newton – wieś w Anglii, w hrabstwie Dorset. Leży 14 km na północny zachód od miasta Dorchester i 189 km na południowy zachód od Londynu.
W 2001 miejscowość zamieszkiwały 952 osoby, spośród których prawie 30% stanowili emeryci.
W miejscowości jest stacja kolejowa Maiden Newton.